# 江新林
江新林（1988年2月—），河南杞县人，汉族，中共党员，学士学位。现为中国人民解放军航天员大队四级航天员，空军中校军衔。2020年9月，入选中国第三批航天员。2023年10月，执行神舟十七号飞行任务。

## 生平
1988年2月，江新林出生在河南开封杞县。2006年，江新林考入原解放军装甲兵工程学院，2006年9月入伍，成为坦克驾驶员。2010年1月加入中国共产党。2010年，江新林从装甲兵工程学院毕业，参加空军飞行员选拔并入选。飞行生涯10年间，江新林共安全飞行1000余小时，被评为空军一级飞行员，并担任空军航空兵某旅飞行大队副大队长。2018年，参加第三批航天员选拔。2020年9月，入选为中国第三批航天员。2023年10月，入选神舟十七号载人飞行任务乘组。

## 执行任务
| 次序   | 任务名称   | 发射时间 （UTC +8:00） | 着陆时间 （UTC +8:00） | 运载火箭      | 对接       | 任务时长         | 舱外活动次数 | 舱外活动时长 |
| ------ | ---------- | ---------------------- | ---------------------- | ------------- | ---------- | ---------------- | ------------ | ------------ |
| 1      | 神舟十七号 | 2023年10月26日, 11:14  | 2024年4月30日, 17:46   | 长征二号F遥17 | 天宫空间站 | 187天6小时又31分 | 1            | 7小时52分钟  |
| 合计： | 合计：     | 合计：                 | 合计：                 | 合计：        | 合计：     | 187天6小时又31分 | 1            | 7小时52分钟  |